# 오크 (가운데땅)
가운데땅의 오크(Orc in the middle-earth)는 J. R. R. 톨킨의 가운데땅에 등장하는 종족이다. 모르고스가 요정을 가두어 고문하여 만들었으며, 그가 가운데땅들에게 잡히고도 살아남았고, 그의 부하였던 사우론이 살아남아 이들을 이용해 가운데땅을 정복하려 했지만 저항군때문에 실패하였다. 그러나 다시 세력을 키우고 이들과 나즈굴을 이용하여 가운데땅을 재정복하려고 했지만 프로도 배긴스에 의해 절대반지가 파괴되어 사우론은 파멸하였으며, 이들은 숨어 지내게 되었다.